# Taj Jones
Taj Jones (Nambour, Queensland, 26 de julio de 2000) es un ciclista profesional australiano.

## Biografía
Proveniente del triatlón, comenzó a andar en bicicleta en 2018 en el calendario nacional australiano. Luego se mudó al equipo continental australiano Pro Racing Sunshine Coast en 2019. Buen velocista, ganó una etapa del Tour of America's Dairyland en Estados Unidos y obtuvo varios puestos de honor.
Se reveló a principios de 2020 durante el Tour de Langkawi, en Malasia. En medio de varios profesionales europeos, ganó el esprint en la segunda etapa y finalizó segundo en la clasificación por puntos.

## Palmarés
2020
- 1 etapa del Tour de Langkawi

## Equipos
- Pro Racing Sunshine Coast (2019-2020)
  - Pro Racing Sunshine Coast (2019)
  - ACA Pro Racing Sunshine Coast (2020)
- Israel Cycling Academy (01.2021-06.2021)
- Israel (07.2021-2023)
  - Israel Start-Up Nation (2021)
  - Israel-Premier Tech (2022-2023)